# Kim Đại Kiên
Kim Đại Kiên , tên hiệu Ngọc Tý Tượng (tiếng Trung: 玉臂匠), là một nhân vật hư cấu trong tiểu thuyết cổ điển Trung Quốc Thủy hử. Ông là một trong 72 Địa Sát Tinh của 108 anh hùng Lương Sơn Bạc.

## Xuất thân
Kim Đại Kiên vốn là một thợ khắc ngọc chạm đá ở phủ Tế Châu. Ông có tài chạm khắc các loại ấn tín, do đó mới có tên hiệu Ngọc tý tượng (Thợ tay ngọc). Ngoài ra, ông cũng biết chút võ nghệ.

## Gia nhập Lương Sơn Bạc
Sau khi bị đày đến Giang Châu, Tống Giang đề thơ ở lầu Tầm Dương trong lúc say, bị coi là thơ phản nghịch và bị tống vào ngục chờ xét xử. Đới Tung đem thư của tri phủ Giang Châu là Sái Đắc Chương, con trai của Sái Kinh, lên kinh đô để Sái Kinh định đoạt vụ việc. Khi đi qua Lương Sơn Bạc, tình cờ quân Lương Sơn biết được vụ việc nên giữ Đới Tung lại, tìm người làm giả bức thư trả lời. Ngô Dụng quen với Kim Đại Kiên khắc chạm khéo và Tiêu Nhượng viết chữ đẹp nên mời cả hai người gia nhập sơn trại và giúp làm giả bức thư để cứu Tống Công Minh.

## Sau khi chiêu an
Khi phân định ngôi thứ ở Lương Sơn Bạc, Kim Đại Kiên có nghề khắc chạm trở thành đầu lĩnh chuyên việc sản xuất ấn tín. Sau khi nhận chiêu an, ông cùng các đầu lĩnh tham gia các chiến dịch đánh dẹp quân Liêu và các lực lượng khác chống đối triều đình nhà Tống. Trong chiến dịch đánh Vương Khánh, Kim Đại Kiên cùng Tiêu Nhượng và Bùi Tuyên bị địch bắt. Dù tướng địch Lương Vĩnh tra khảo nhưng cả ba không chịu đầu hàng. Cuối cùng, dân trong thành nổi dậy, giết chết Lương Vĩnh và giải thoát cho cả ba.
Trước chiến dịch đánh Phương Lạp, Kim Đại Kiên bị vua Tống giữ lại ở kinh đô để lo việc chạm khắc cho triều đình nên ông không tham gia chiến dịch này.